# 光船傭船契約
光船傭船契約（Bareboat charter），又稱為光船租船，係指船舶所有人與光船傭船人約定，於一定或不定期間內，僅將船舶本身（不包含船員）移轉由傭船人占有經營，而由傭船人支付租金的契約。此種傭船契約本質上即屬於一種「船舶租賃」而與一般的計時或計程傭船契約不同。

光船傭船契約和一般所謂的計時或計程傭船契約在法律性質上有著很大的不同之點在於，計時或計程傭船契約中，傭船人得以船舶之一部或全部於一定時間或一段航程內運送貨物。在這兩種傭船契約中，傭船人雖然可以自由指定船舶應該航行至何處，但船舶仍歸船舶所有人占有保管，且船舶上的船員和船長係由船舶所有人所雇用。然而在光船傭船契約中，船舶所有人將會把船舶移轉給傭船人占有保管，且其上的船員和船長必須由傭船人自己雇用之。也因為船舶已經移轉占有給光船傭船人，亦由其負經營保管之責，故若因駕駛或是其他管理不善而造成他人受有損害之時，亦應由光船傭船人（而非船舶所有人）負責，船舶所有人於光船傭船期間並不需要負擔任何費用與責任。

## 外部連結
- Bareboating Advice and Destination Insights（页面存档备份，存于）